# Lhang (Darul Kamal)
Lhang is een bestuurslaag in het regentschap Aceh Besar van de provincie Atjeh, Indonesië. Lhang telt 712 inwoners (volkstelling 2010).